# Aguirre-palota
Az Aguirre-palota a spanyolországi Cartagena egyik 19–20. századfordulós műemléke.

## Története és leírása
A palotát, amely Víctor Beltrí építész munkája, 1898 és 1901 között építették fel, időközben több alkalommal is változtatva az eredeti terveken. Stílusán a Beltrít is kinevelő katalán iskola hatása is érezhető.
A háromszintes palota a délkelet-spanyolországi Cartagena belvárosában található, a Plaza de la Merced tér keleti sarkán, a San Diego utca északi oldalán. Földszinti ablakai félköríves, a másik két szint ablakai egyenes záródásúak, utóbbiak között a fal téglázata (vagy téglafelületet utánzó díszítése) látható. Az épület kétszárnyú, fa és réz felhasználásával készült, gazdagon díszített főkapuja a tér felőli (nyugati) oldalon nyílik, a kapun megjelenik az 1901-es évszám is. Az utcasarkon kör keresztmetszetű torony emelkedik, amelyet csillogó fémpikkelyekkel borított kupola fed, és amelyen többször is megjelenik a méh motívum, a munkát és a szorgalmat jelképezve.
Belsejében lényegében eredeti formájában maradt fenn az előcsarnok, a lépcsőház, a táncterem és az irodahelyiség is. A modern-rokokó táncterem mennyezetén Cecilio Pla festménye, A tavasz allegóriája látható. A teremhez egy kisebb szoba is csatlakozik: a torony kilátója. Az előcsarnok egy üveggel fedett belső világítóudvar, a savval maratott üvegezés modern stílusú, pipacsokat ábrázol.

## Képek

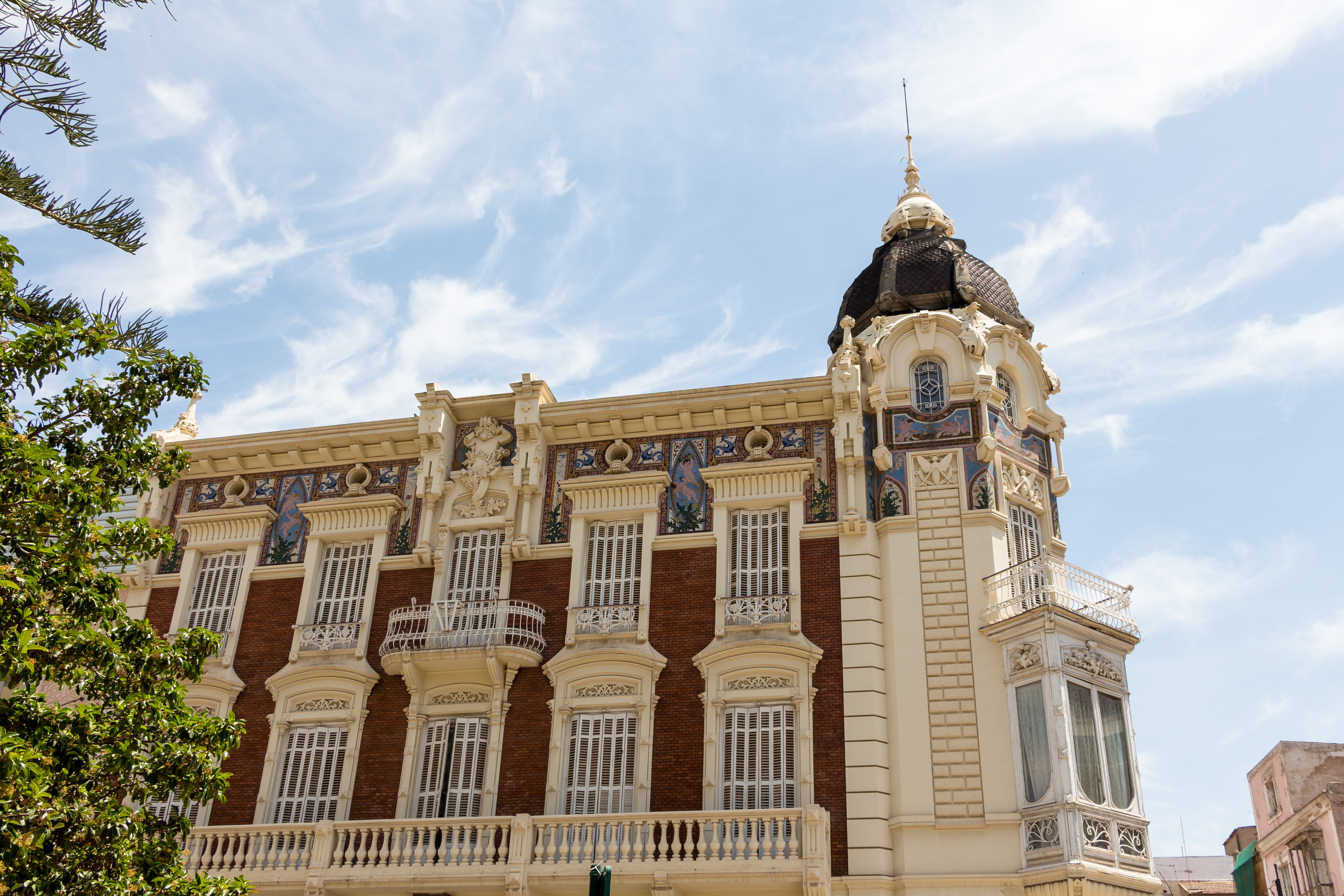
A nyugati oldal
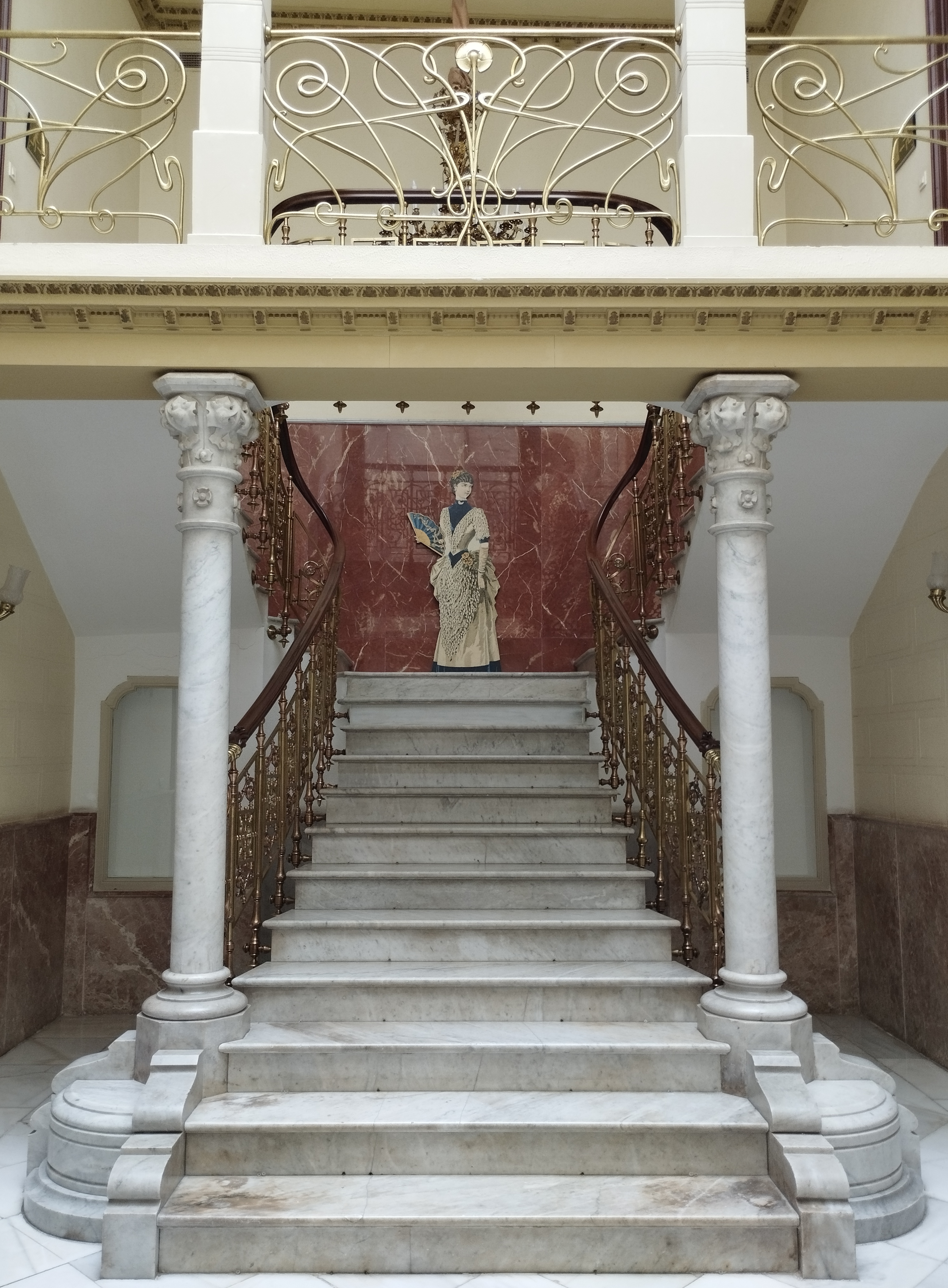
A lépcsőház
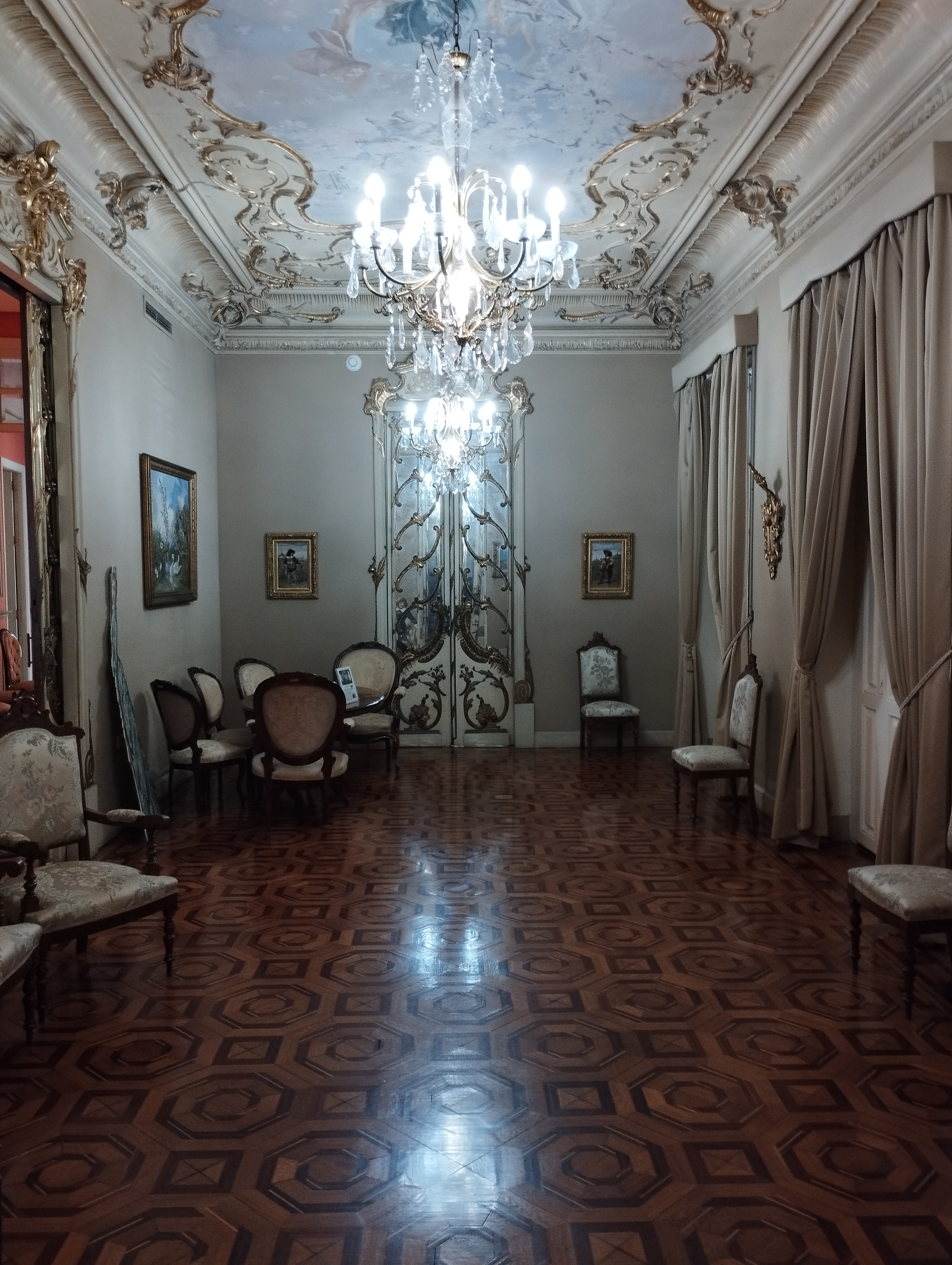
Belső kép
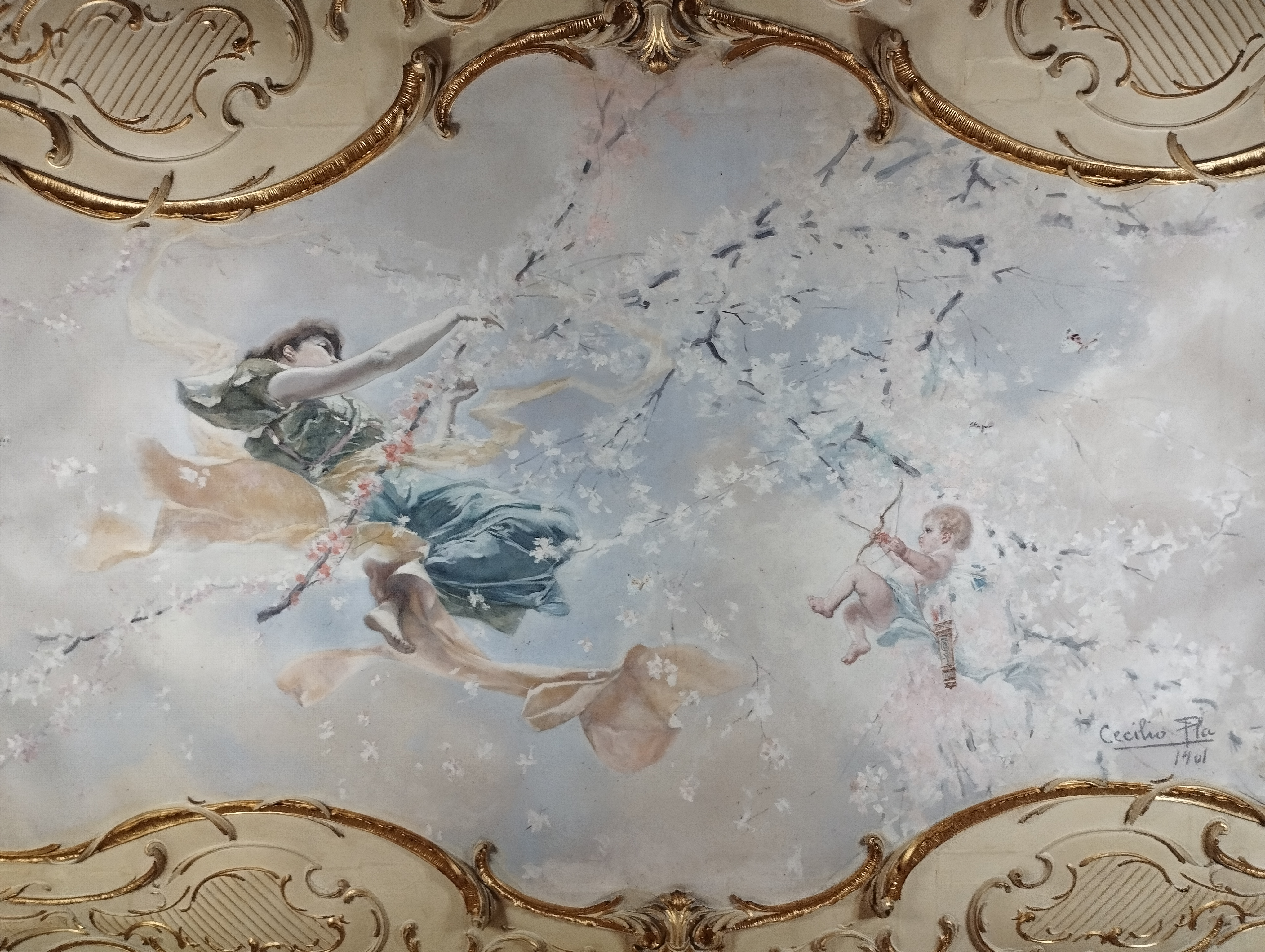
A tavasz allegóriája című festmény